# براينت بورنس
براينت بورنس (بالإنجليزية: Bryant Burns)‏ هو نقابي وسياسي أسترالي، ولد في 24 مارس 1929 في أستراليا. حزبياً، نشط في حزب العمال الأسترالي. وقد انتخب عضو مجلس الشيوخ الأسترالي ‏ عن دائرة كوينزلاند (11 يوليو 1987 – 30 يونيو 1996).